# Pont de Nyons
Pont de Nyons - średniowieczny most nad rzeką Eygues, w Nyons, w południowej Francji. Most został ukończony w 1407. Posiada pojedyncze przęsło o długości 40,53 m.